# George Ivar Mountbatten
George Ivar Louis Mountbatten, 4e markies van Milford Haven (6 juni 1961) is de oudste zoon van David Mountbatten en Janet Mercedes Bryce. Hij is de oudere broer van Ivar Mountbatten. Hij is ook familie van de 19e-eeuwse Russische schrijver Aleksandr Poesjkin.
George trouwde met Sarah Georgina Walker (17 november 1961) op 8 maart 1989, maar scheidden in 1996. Ze hadden twee kinderen:
- Lady Tatiana Helen Georgia Mountbatten (16 april 1990)
- Henry (Harry) David Louis Mountbatten, Graaf van Medina (19 oktober 1991)

Op 20 augustus 1997 trouwde George Ivar voor de tweede keer, met Clare Husted Steel (2 september 1960).
In 2000 richtte George Ivar uSwitch.com op, een website die gas- en elektriciteitprijzen vergelijkt. In maart 2006 verkocht George Ivar de website aan een Amerikaans bedrijf, The E.W. Scripps Company, voor ongeveer £210 miljoen ($300 miljoen).

## Titels
- Burggraaf van Alderney (1961-1970)
- Graaf van Medina (1961-1970)
- De Hooggeboren Markies van Milford Haven (1970-)